# کریستوفر استابز
کریستوفر استابز (: Christopher Stubbs؛ زاده ۱۲ مارس ۱۹۵۸) یک فیزیک‌دان اهل ایالات متحده آمریکا است.